# Gà so ngực vảy
Gà so ngực gụ hay gà so ngực vảy (danh pháp hai phần: Arborophila chloropus) là loài chim thuộc họ Trĩ. Loài gà so này phân bố ở Campuchia, Trung Quốc, Lào, Myanmar, Thái Lan và Việt Nam.

## Phân loài
Loài gà so này có ba phân loài:
- Gà so chân vàng (Arborophila chloropus olioacea)
- Gà so chân xám (Arborophila chloropus cognacqi)
- Gà so mặt trắng (Arborophila chloropus vivida)

## Hình ảnh

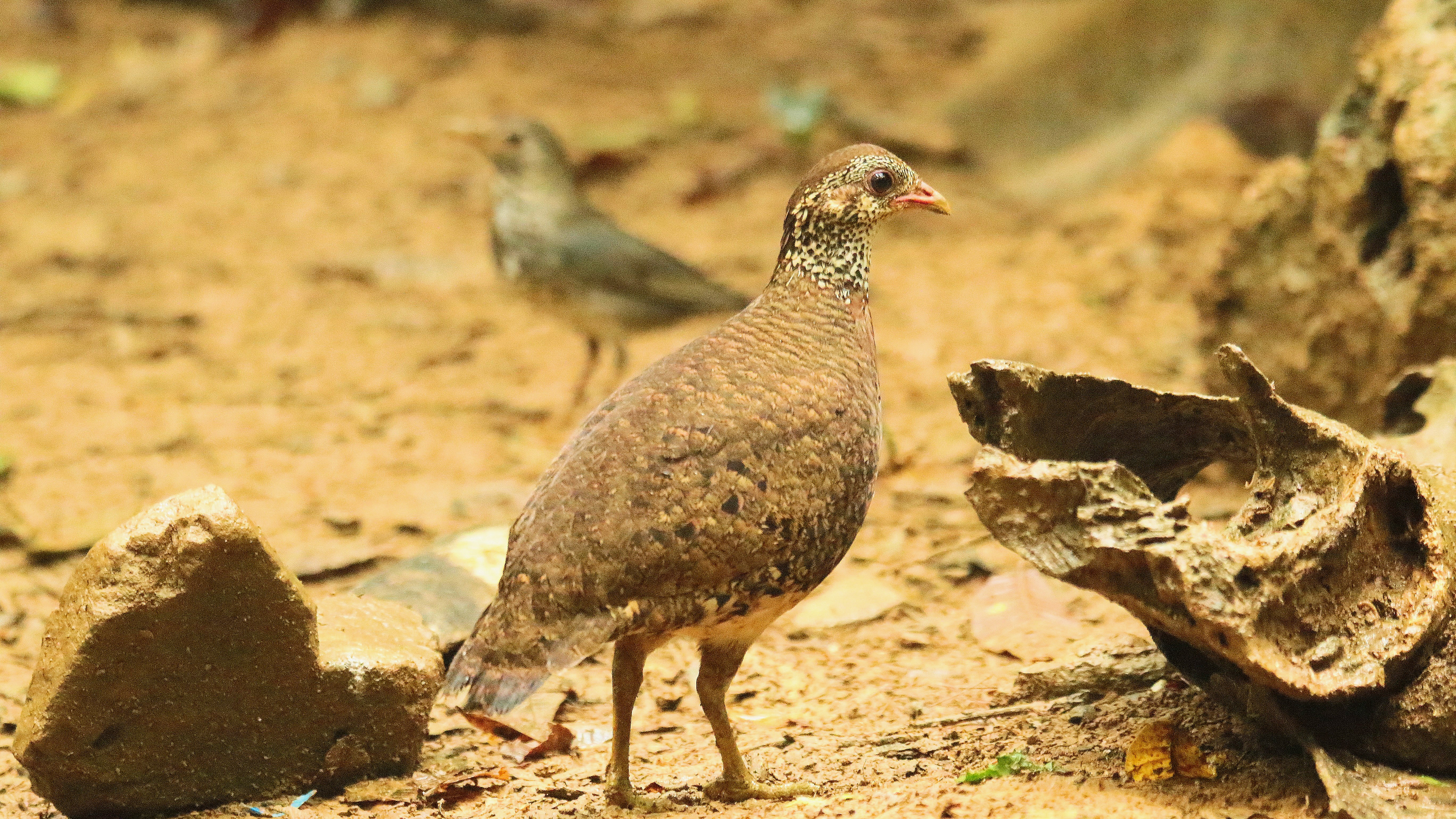
Gà so ngực vảy

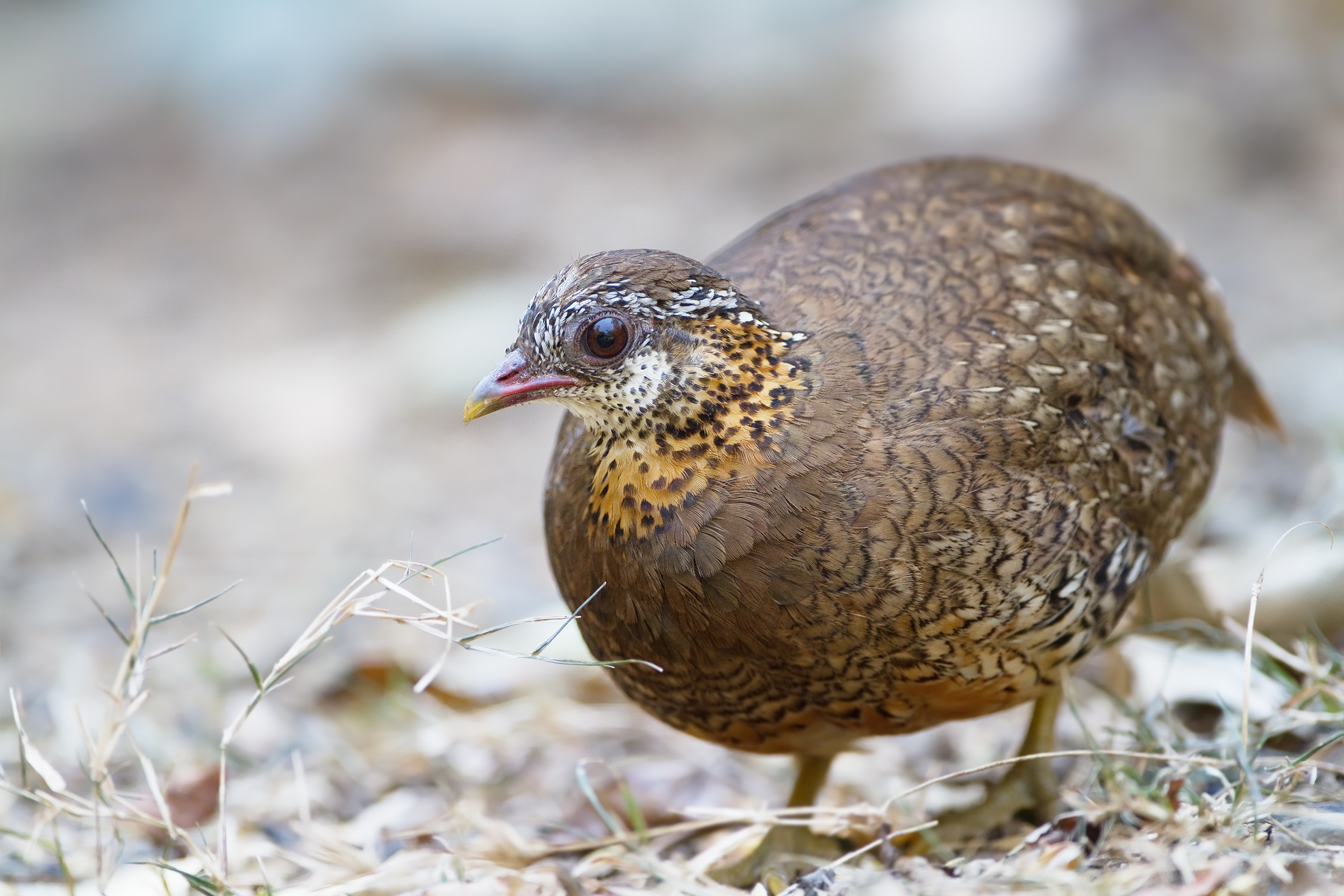
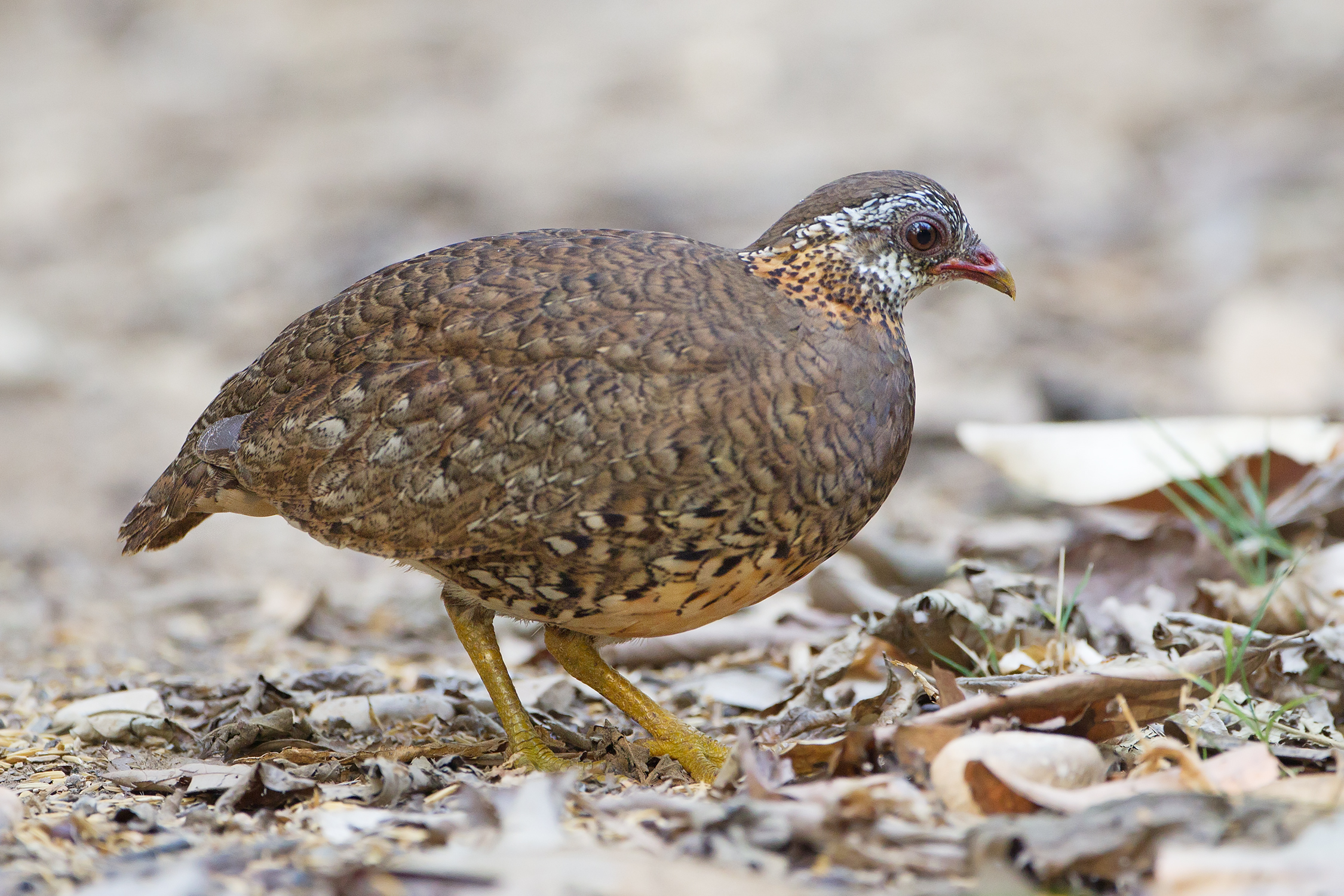